# Ngolo (peuple)
Pour les articles homonymes, voir Ngolo.
Les Ngolo (ou Longolo) sont une population du Cameroun, vivant principalement dans 36 villages de la région du Sud-Ouest, dans les départements de la Meme et du Ndian. Ils font partie du groupe Oroko.

## Langue
Ils parlent le ngolo, un dialecte de l'oroko.

## Villages
Les Ngolo sont présents dans les villages suivants :
- Basari
- Beoko
- Besingi
- Betika
- Boa Ngolo
- Boa-Yenge
- Bokuna
- Bonabeanga
- Bweme
- Dikome
- Iboko
- Ikoi
- Ikoti I
- Ikoti II
- Ilondo
- Isai Mbange
- Itoki
- Iwasa
- Iyombo
- Kirikire
- Lipenja-Muketi
- Mabelebele
- Madie
- Meangwe I
- Meangwe II
- Meka
- Metta-Dikome
- Makoi
- Mobenge
- Moboka
- Mosongiselii
- Motindi
- Ndiba
- Dikuma
- Ngamoki
- Nwamoki
- Toko